# Benny Distefano
Benito James Distefano (né le 23 janvier 1962 à Brooklyn, New York, États-Unis) est un joueur de baseball qui évolue dans les Ligues majeures de 1984 à 1992.
Il a la distinction d'être l'un des très rares receveurs gauchers à avoir joué dans les Ligues majeures dans les Ligues majeures. Il n'a d'ailleurs disputé que trois parties en carrière à cette position dans la MLB. En date de 2011, il est le dernier receveur gaucher à avoir joué dans la ligue, sa dernière présence à ce poste datant du 18 août 1989.

## Carrière
Benny Distefano est un choix de deuxième ronde des Pirates de Pittsburgh en 1982. Il débute dans les majeures avec eux le 18 mai 1984. 
De 1982 jusqu'à ce que les Pirates le libèrent de son contrat en décembre 1989, Distefano joue surtout dans les ligues mineures, faisant d'occasionnelles présences pour la franchise des majeures au cours des saisons 1984, 1986, 1988 et 1989. C'est au cours de cette dernière année qu'il dispute le plus grand nombre de parties des grandes ligues en une saison, soit 96 matchs. Au cours de sa carrière, Distefano joue 188 de ses 240 parties dans les majeures avec les Pirates.
Il dispute ses derniers matchs en 1992, s'alignant avec les Astros de Houston pour 52 rencontres.
Benny Distefano affiche une moyenne au bâton de ,228 en carrière, avec 82 coups sûrs, dont 13 doubles, cinq triples et sept circuits. Il compte 35 points marqués ainsi que 42 points produits, dont un sommet personnel de 15 en une année pour Pittsburgh en 1989.